# Cándido Conde-Pumpido
Cándido Conde-Pumpido Tourón é um Ministro da Suprema Corte de Espanha, que foi o Fiscal General do Estado espanhol (Procurador-Geral) desde abril de 2004 até dezembro de 2011. Também foi Presidente da Associação  Iberoamericana de Ministérios Públicos (2007-2011), antecessor de D. Roberto Gurgel, Procurador-Geral da República do Brasil, e Presidente da Rede de Procuradores Gerais das Supremas Cortes da União Europeia (2009-2010) .  

## Biografía
Nasceu na Corunha (Espanha) o 22 de setembro de 1949. Formou-se en Direito e Economia pela Universidade de Santiago de Compostela. Desde 1974 foi Juiz, depois Magistrado da Audiencia  de San Sebastián e Presidente da Audiencia Provincial de Segovia.
En 1995 foi eleito como  Maxistrado da Suprema Corte de Espanha . O 23 de abril de 2004, foi designado Fiscal General do Estado  (Procurador-Geral), até  diciembre de 2011. Unha vez culminado o seu  mandato como Fiscal General do Estado reíntegrouse na Suprema Corte  en Xaneiro de 2012.  O 26 de mayo de 2011 o Presidente da República Francesa, Nicolas Sarkozy,  concedeulle a Legião de Honra.

## Presidente da Associação Iberoamericana de Ministerios Públicos
En octubre de 2007, na XV Asambleia celebrada en Madrid, Conde-Pumpido  foi eleito por unanimidade para assumir a Presidência da Associação Iberoamericana de Ministérios Públicos (AIAMP). A Associação Ibero-americana de Ministérios Públicos é composta por 21 países e tem como objetivo estreitar os vínculos de cooperação, solidariedade e enriquecimento profissional entre os Ministérios Públicos ibero-americanos. Os países que componen a AIAMP son os seguintes: Argentina, Bolívia, Brasil, Colômbia, Costa Rica, Chile, Cuba, Equador, El Salvador, Espanha, Guatemala, Honduras, Nicarágua, México, Panamá, Paraguai, Peru, Portugal, República Dominicana, Uruguai e Venezuela. O antecessor de Conde-Pumpido como Presidente foi D. Guillermo Piedrabuena  Richard, Fiscal Nacional de Chile e o seu  sucessor, en 2011,  foi D.Roberto Gurgel, Procurador-Geral da República do Brasil.
O Procurador-Geral espanhol Cándido Conde-Pumpido Tourón, que ocupou a presidência por catro anos iniciou projetos importantes de cooperação internacional   como as Guias de Santiago de proteção às vítimas e testemunhas, a guia de combate ao tráfico de drogas e as fichas AIAMP de compartilhamento de informações dos Ministérios Públicos ibero-americanos.
Em eleição durante a 19ª Assembleia-Geral Ordinária da AIAMP, o 7 de dezembro de 2011 en Brasilia  ,  o Procurador-Geral da República, Roberto Gurgel, foi eleito por unanimidade entre os membros para assumir a Presidência da associação no biênio 2012-2014. “Gostaria de agradecer pelo privilégio imenso, a confiança que os procuradores gerais e fiscais depositaram no procurador-geral do Brasil. No próximo ano completo 30 anos de trabalho no Ministério Público e seguramente nesses 30 anos a escolha da presidência da AIAMP constitui a honra maior que recebi e também desafio maior”, afirmou Roberto Gurgel.  “Acredito que o senhor Gurgel, ao que temos todos um grande apreço, é a pessoa mais indicada para levar adiante essa associação”, declarou Conde-Pumpido, ao deixar a Presidência.
En Brasilia, o  6 de dezembro de 2011,   durante o Seminário Ibero-americano sobre Novas Formas de Criminalidade,  o Procurador-geral da Espanha e presidente da AIAMP, Cándido Conde-Pumpido Tourón, ressaltou o combate à corrupção,  citou a experiência de seu país com a criação de uma Procuradoria Especializada neste tipo de crime e ressaltou que a sociedade exige do Ministério Público "comportamentos estritos e rigorosos ."
Do 23 a 25 de março de 2011, Cándido Conde-Pumpido, como Presidente da AIAMP, inaugurou e participou en Fortaleza na  IV Conferência Regional para a América Latina da International Association of Prosecutors, sobre "O papel do Ministério Público no combate à corrupção", que tinha como objetivos principais:  a) estimular e fortalecer a cooperação e a troca de experiências entre os Ministérios Públicos dos países da América Latina e de outras regiões do mundo que fazem da International Association of Prosecutors; b) promover uma avaliação comparativa dos sistemas jurídicos nacionais, visando à identificação dos padrões desejáveis, em termos de garantias, recursos e procedimentos, para que haja uma atuação eficiente dos Ministérios Públicos, de outros Poderes e instituições do Estado que atuam no combate à corrupção.

## Presidente da Conferência de Procuradores-Gerais e Fiscais da União Europeia

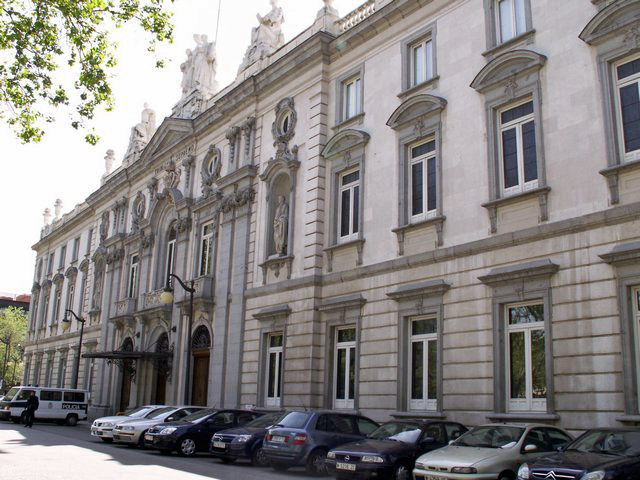
Tribunal Supremo (Madrid)

En maio de 2009 Conde-Pumpido foi nomeado para a Presidência da Conferência de Procuradores-gerais e Fiscais da União Europeia (UE) que foi ocupada pelo fiscal geral do Estado espanhol. O acordo foi assinado por representantes dos 25 Ministérios Públicos da União. 
Esta rede tem como missão o intercâmbio de experiências e deve pronunciar-se sobre o desenvolvimento do Direito europeu, da magistratura e dos tribunais comunitários. Conde-Pumpido manifestou a necessidade de dar um impulso a uma Procuradoria europeia, prevista no Tratado de Lisboa, que será uma das prioridades do primeiro semestre de 2010, quando a Espanha estará à frente do Conselho Europeu. O responsável espanhol explicou que as Procuradorias-gerais europeias precisam deste modelo de coordenação que lhes permita aproximar posições e assistir os órgãos da União Europeia encarregados de definir as políticas de Justiça. Madrid foi em 2010 a sede da Conferência de Procuradores-gerais e presidentes de Tribunais Supremos da UE.